# Тадазуни
Тадазу̀ни (на италиански: Tadasuni; на сардински: Tadasune, Тадазуне) е село и община в Южна Италия, провинция Ористано, автономен регион и остров Сардиния. Разположено е на 180 m надморска височина. Населението на общината е 184 души (към 2010 г.).